# Артамоново (Нижегородская область)
Артамоново — деревня в составе Уренского района Нижегородской области.
Входит в городское поселение город Урень.

## География
Деревня находится в 4 км к северо-западу от Уреня и в 175 км к северо-востоку от Нижнего Новгорода. Абсолютная высота над уровнем моря — 135 м.

### Часовой пояс
Артамоново находится в часовой зоне МСК (московское время). Смещение применяемого времени относительно UTC составляет +3:00.

## Население
| 1897 | 1907 | 1916 | 2002 | 2010 |
| ---- | ---- | ---- | ---- | ---- |
| 81   | ↘80  | ↘36  | ↗131 | ↗135 |

Национальный состав
Согласно результатам переписи 2002 года, в национальной структуре населения русские составляли  93% из  человек.